# NGC 2508
NGC 2508 è una galassia lenticolare (o ellittica) situata nella costellazione del Cane Minore, a una distanza di circa 219 milioni di anni luce dalla nostra Via Lattea.

## Scoperta
La galassia è stata scoperta il 23 gennaio 1784 dall'astronomo britannico di origine tedesca William Herschel.

## Descrizione
Il database SIMBAD la classifica come galassia LINER, cioè una galassia il cui nucleo presenta uno spettro di emissione caratterizzato da larghe righe di atomi debolmente ionizzati.